# Sabzevar
Sabzevar és una ciutat a la província Razavi Khorasan al nord-est de l'Iran, a la vora del Gran desert, amb una població aproximada de 214.165 habitants (2005). Se situa aproximadament a 250 km a l'oest de Mashad, la capital provincial. És capital del comtat del mateix nom. El nom vol dir "Camps Verds".

## Història
Antigament, era una de les dues ciutats que formaven el districte medieval de Beihagh o Beyhaq (Bayhak), i formava part de la ruta de la Seda. Els Hudud al-alam l'esmenten amb el nom de Sabzawar com la capital del districte. Aquest, a més de les dues ciutats principals, tenia uns 40 llogarets. Fou la capital dels sarbadàrides. El 1381 Tamerlà va enviar a Jahan Xah Bahadur cap a Nixapur i Sabzawar i ell personalment es va dirigir a Tus, capital del tuman dels Ja'un-i Qurban. Khoja Ali Muayyad, que governava a Sabzawar, va anar a presència de Timur per manifestar-li la seva submissió; el conqueridor el va rebre be i li va concedir alguns favors. Khoja Ali Muayyad va conservar el govern de la vila de Sabzawar però la regió va quedar sota el govern de Taban Bahadur; alguns parents de Muayyad van governar altres viles menors i tots van servir a Tamerlà en el que se’ls va manar.
El hivern del 1381 al 1382 la mort d'una filla va portar a Tamerlà a una gran depressió. Amir Wali va fer aliança amb Ali Beg ibn Arghun Shah dels Ja'un-i Qurban, i junts van atacar a Khoja Ali Muayyad de Sabzawar i el tenien assetjat en aquesta ciutat, però ni això va fer reaccionar a Timur que va seguir ignorant el que passava al seu entorn. Quan el gener del 1381 es va recuperar, els revoltats van abandonar el setge. Abans de retornar a Khoja Ali Muayyad li va concedir drets a Sabzawar. Un sarbadar de nom Khwaja (o Khoja) Masud Sabzawari, nebot d' Ali Muayyad ibn Masud Sabzawari, va acopmpanyar a Tamerlà en la campanya de Pèrsia de 1393 i amb 1000 homes es va establir com a guarnició de Shushtar i després se'l va traslladar al govern de Bagdad, amb una força de 3000 homes, però el 1394 es va haver de retirar de Bagdad cap a Shushtar, al Khuzestan, davant l'atac de l'antic emir jalayírida Ahmad ibn Uways amb el suport de forces mameluques.
El maig o juny de 1405, després de a la mort de Tamerlà, fou el centre d'una revolta dels sarbadars dirigida per Khoja Sultan Ali. Els amirs Midrab Bahadur i Said Khoja foren enviats contra ells. La primera batalla fou guanyada pels sarbadars, veterans de guerra molts d'ells; Said Khoja volia venjança i amb dos mil homes va avançar cap a Jajerem o Jajarm, que va ocupar després de derrotar els enemics, queient després sobre Faryumad, la fortalesa de la qual va resistir i per una mediació dels sayyids va perdonar als habitants a canvi d'un tribut; va seguir cap a Mazinan, que va conquerir igualment i finalment va assetjar Sabzawar. El setge es va aixecar quan es va revoltar Pirak Pasha d'Astarabad. Khoja Sultan Ali, que actuava de conjunt amb Pirak, va sortir de Sabzawar i es va reunir amb Pirak, però les forces dels aliats patiran una severa derrota.
L'estiu de 1405 les forces de Xah Rukh van trobar a prop de Sabzawar a Miran Xah que havia abandonat Sultaniya després de l'empresonament del seu fill gran Abu Bakr per part del fill segon Muhammad Umar. Miran Xah anava acompanyat de Khoja Sultan Ali i de Sultan Husayn fill del kan Pirak i el seu seguici, que havien fugit d'Astarabad (tots foren executats excepte Khoja Ali que fou enviat a Herat carregat de cadenes). Miran Xah va mostrar intencions pacifiques i va acceptar la entrega de Khoja Ali Sultan. A finals del 1406 Sabzawar va quedar inclosa en l'extens govern del Khurasan occidental concedit a Ulugh Beg, del qual aviat aquest se'n va desentendre i va anar a Transoxiana amb el seu pare, sent nomenat governador el 1409.
Al final del segle xvi, fou objecte de combats entre els safàvides i els invasors uzbeks de Transoxiana, que la van dominar breument, però vers 1600 va retornar a Pèrsia.
El 1950, tenia 28.151 habitants, i el 1990 havia arribat a 148.000.